# Stellifer naso
Stellifer naso és una espècie de peix de la família dels esciènids i de l'ordre dels perciformes.

## Morfologia
- Els mascles poden assolir 14,8 cm de longitud total.[4][5]

## Depredadors
Al Brasil és depredat per Carcharhinus porosus.

## Hàbitat
És un peix de clima tropical i demersal que viu fins als 30 m de fondària.

## Distribució geogràfica
Es troba a l'Atlàntic occidental: des de Veneçuela fins al Brasil.

## Observacions
És inofensiu per als humans.